# Банвиль
Банви́ль (фр. Banville) — коммуна во Франции, находится в регионе Нижняя Нормандия. Департамент коммуны — Кальвадос. Входит в состав кантона Ри. Округ коммуны — Байё.
Код INSEE коммуны — 14038.

## Население
Население коммуны на 2010 год составляло 657 человек.
| 1962 | 1968 | 1975 | 1982 | 1990 | 1999 | 2010 |
| ---- | ---- | ---- | ---- | ---- | ---- | ---- |
| 356  | 382  | 407  | 475  | 514  | 585  | 657  |

## Экономика
В 2010 году среди 419 человек трудоспособного возраста (15—64 лет) 321 были экономически активными, 98 — неактивными (показатель активности — 76,6 %, в 1999 году было 72,2 %). Из 321 активных жителей работали 311 человек (162 мужчины и 149 женщин), безработных было 10 (8 мужчин и 2 женщины). Среди 98 неактивных 38 человек были учениками или студентами, 44 — пенсионерами, 16 были неактивными по другим причинам.